# Hans Kleppen
Hans Kleppen (16 mars 1907–12 april 2009) var en norsk backhoppare och utövare av nordisk kombination. Han tävlade under 1920-talet och representerade IL Skarphedin.

## Karriär
Kleppen deltog i de olympiska vinterspelen 1928 i Sankt Moritz i Schweiz. Han föll i båda sina två hopp i Olympic Ski Jumping Hill och slutade på 36:e plats. Landsmännen Alf Andersen och Sigmund Ruud vann en dubbel före Rudolf Burkert från Tjeckoslovakien. Kleppen var med i norska backhoppningslandslaget som åkte till OS-tävlingarna i Lake Placid i USA 1932 men var reserv under backhoppstävlingen i Intervale Ski Jump Complex.
I VM 1929 i Zakopane i Polen gick det bättre för Kleppen. Han slutade på tredje plats. Tävlingen vanns av landsmannen Sigmund Ruud, 2 poäng före en annan landsman, Kristian Johansson och 3,4 poäng före Kleppen som säkrade en norsk trippel.
Kleppen blev norsk mästare 1934 och tog en tredjeplats i Holmenkollen samma år. Han är också norsk mästare i nordisk kombination och har vunnit Hans Majestet Kongens Pokal ("Kongepokalen").

## Övrigt
Kleppen föddes och bodde i Bø i Telemark fylke och var taxiförare och bilförsäljare. Han var länge Norges äldsta nulevande olympier. Han dog 2009, 102 år gammal. Han skänkte hela sin prissamling till Bø museum.